# Utagawa Toyokuni

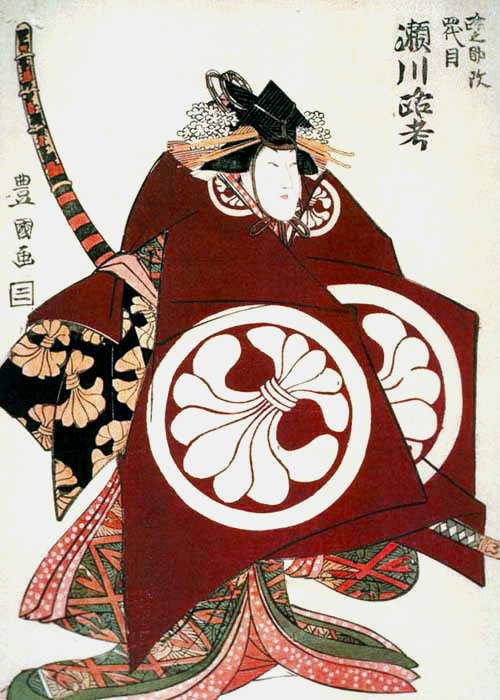
Segawa Rokō IV como Tomoe-gozen (1800), de Toyokuni.

Utagawa Toyokuni (歌川豐國) (Edo, 1769 - ídem, 24 de febrero de 1825), también conocido como Toyokuni I, fue un pintor japonés, discípulo de Utagawa Toyoharu, el fundador de la escuela Utagawa. Desde 1786 trabajó como ilustrador de libros. Se inició en el género bijin-ga, pasando posteriormente al género de actores kabuki (yakusha-e), del que fue uno de sus principales exponentes. Fue autor de la serie Yakusha butai no sugatae (1794-1796), que tuvo un gran éxito, llegando a considerarse sus retratos los más arquetípicos de actores de su tiempo. Su estilo era fluido y elegante, con un colorido claro y brillante, que influyó poderosamente en la posterior evolución del yakusha-e. Fueron discípulos suyos Utagawa Kunimasa, Utagawa Kunisada y Utagawa Kuniyoshi.
Las representaciones de Toyokuni también pueden incluir el tema de los samuráis, este es un tema también muy típico de la cultura japonesa, sus guerreros samuráis son del gusto de esa burguesía que tanto se interesaba por los grabados Ukiyo-e y es por esto que Utagawa Toyokuni decide incluirlos también en su producción artística. NO obstante su obra se basa básicamente en representaciones de actores de Teatro Kabuki. 